# 轉錄激活因子
轉錄激活因子(英文：Activator)是一種蛋白質轉錄因子，可增加一個基因或一組基因的轉錄。轉錄激活因子被認為對基因表達具有積極的調控作用，因為它們具有促進基因轉錄的功能，在某些情況下是基因轉錄所必需的。大多數激活因子是與增強子和啟動子近端元件結合的DNA結合蛋白。與激活因子結合的DNA位點稱為“激活因子結合位點”。激活因子與一般轉錄機制發生蛋白質相互作用的部分稱為“活化區”或“活化域”。